# T-ara
T-ARA（發音： /tiˈɑːrə/，又寫作Tiara、T-ara或T♔ARA）是韓國MBK娛樂於2009年推出的女子音樂團體，出道時由寶藍、居麗、昭妍、𤨒晶、孝敏、芝妍六人組成，現任成員包括：居麗、𤨒晶、孝敏、芝妍，由居麗擔任隊長，2009年7月29日於MBC《Radio Star》正式出道。
團名T-ARA源自於箍冠的英文「Tiara」，意思是要成為歌謠界的女王。
首張正規專輯《Absolute First Album》在2009年12月發行，收錄了多首熱門歌曲，包括《謊言》（거짓말）、《TTL(Time to Love)》 、《TTL Listen 2》、《Bo Peep Bo Peep》和《一如當初》。
2010年推出的首張迷你專輯《Temptastic》收錄了《為什麼這樣》及《Yayaya》。
2011年推出的第二張迷你專輯《John Travolta Wannabe》中的《Roly-Poly》在Gaon年度排行榜中排名首位，並奪得多個獎項及提名。
2012年發行的第三張迷你專輯《Black Eyes》產生出3首第一名的歌曲：《Cry Cry》、《我們不是相愛過嗎》（우리 사랑했잖아）和《Lovey-Dovey》，均在告示牌韓國K-pop Hot 100排名第一。

## 歷程

### 出道前
韓國Mnet媒體旗下準備以T-ara出道的練習生（Hana(隊長)、知元、𤨒晶、孝敏和芝妍）一起訓練了三年。2009年4月，T-ara於正式出道前為MBC水木連續劇《男版灰姑娘》演唱了OST《好人（좋은 사람）》。同年5月，芝妍與師姐SeeYa和Davichi聯合發佈單曲《女性時代（여성시대）》。
在2009年7月，Mnet媒體宣佈隊長Hana、知元因音樂風格理念與團體不符因此於正式出道前退出團體。其後寶藍首先加入，居麗和前少女時代預備成員昭妍在出道前三星期相繼加入。7月初，T-ara移至Mnet媒體的子公司Core Contents Media，並於7月29日正式出道。出道時首任隊長為𤨒晶。

### 2009-2010年
在2009年7月29日，T-ara於MBC訪談節目《Radio Star》出道。7月30日在Mnet《M! Countdown》作為首次現場演出，歌曲有《謊言（거짓말）》及《要玩嗎？（놀아볼래? ）》。對這次首演，網路上有一些負面評論指成員假唱，和表演看似「小學」演出，但遭到T-ara否認。9月，昭妍、𤨒晶、孝敏和芝妍與師兄超新星（金光秀、宋智赫及朴健一）合作演唱單曲《TTL (Time To Love)》，並於9月15日發佈，這是T-ara第一首在各網上排行榜名列榜首的歌曲。兩隊全體再次合作演唱續作《TTL Listen 2》，並於10月9日發佈。
T-ara打破慣例於MBC綜藝節目《Radio Star》中公開亮相（而不是在音樂節目出道），因出道方式獨特而受到外界關注。T-ara的粉丝名稱為「Queen's」，意思是「女王所有的」或「Citrine」，意思為「黃寶石」。T-ara的應援口號為：「全寶藍、李智賢、朴昭妍、咸𤨒晶、朴宣映、朴芝妍、(柳和榮、李雅凜) T-ara！go！一起走吧！T-ara，歌谣届的变色龙，XXXX(歌名) ，T-ara，T-ara go！」（韓語：전보람,이큐리,박소연,함은정,박효민,박지연 티아라 go! 골목대장! 티아라 ,가요계의 카멜레온,XXXX(歌名) 티아라 !티아라 go!）而T-ara的應援顏色是檸檬黃，應援物是太陽花。

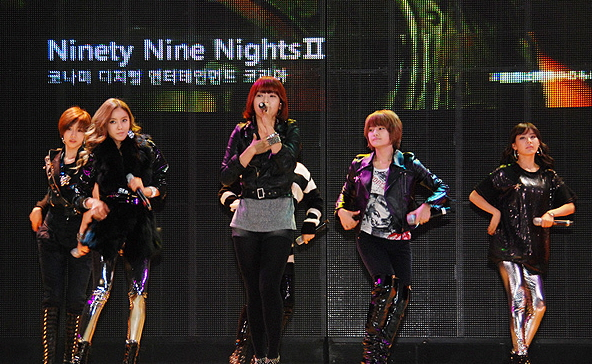
T-ara在Xbox360邀請賽2009中演出

11月27日，T-ara推出第一張專輯《Absolute First Album》。為了決定專輯的主打歌曲，Core Contents Media對大眾舉行了調查——選擇歌曲《Bo Peep Bo Peep》或《就像最初（처음처럼）》。最後有9,000人投票，《就像最初（처음처럼）》以4,770票（53%）成為主打歌曲。然而《Bo Peep Bo Peep》在音樂節目中的推廣下，在Gaon排行榜頂峰時排名第4，但《就像最初（처음처럼）》頂峰時只排第10。12月4日，T-ara在KBS《Music Bank》舉行回歸表演。在第24屆金唱片獎中，T-ara與另一女子組合4Minute奪得新人獎。

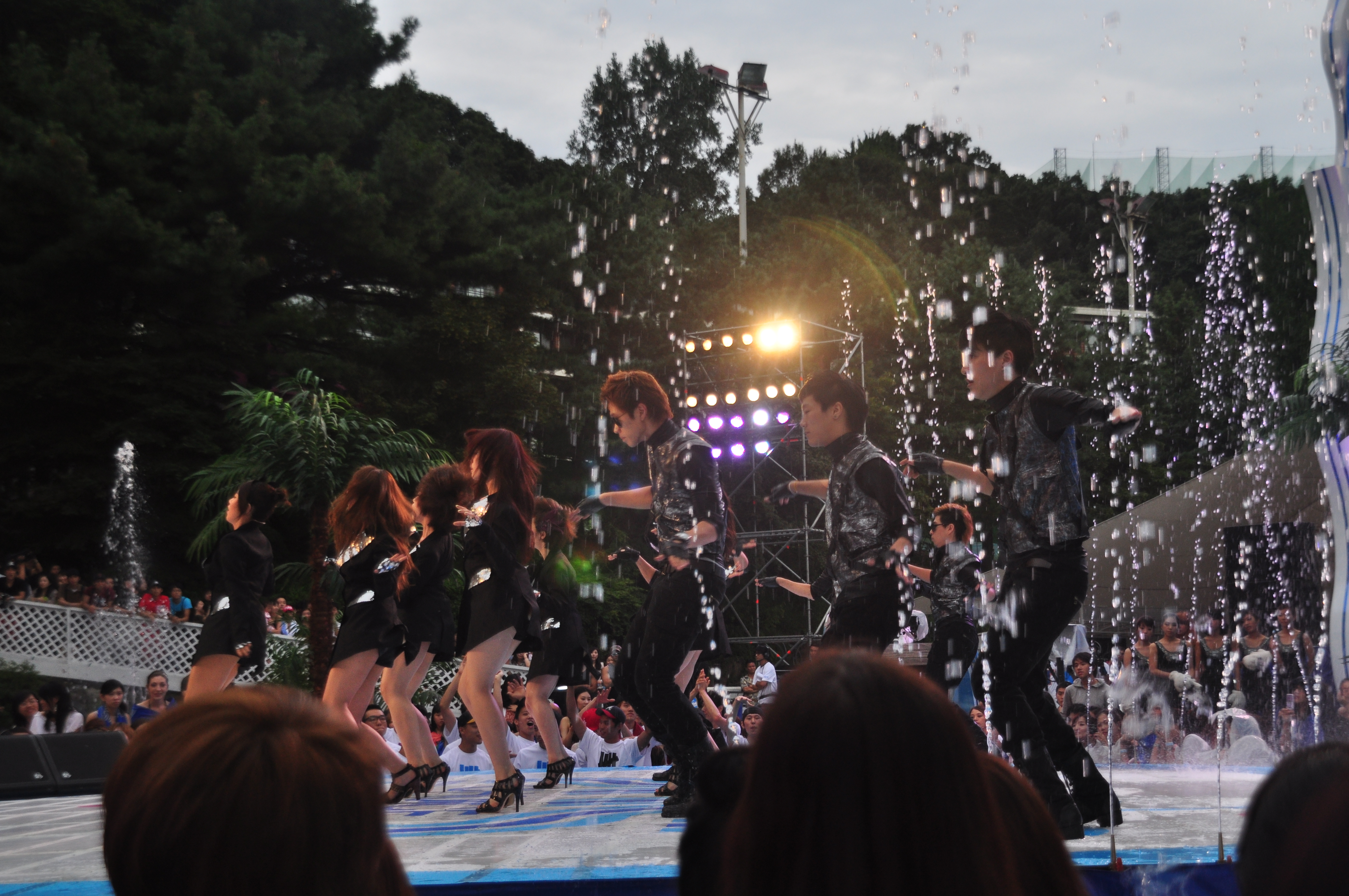
T-ara 在Mnet 20's精選獎頒獎禮中演出

2010年1月1日，T-ara憑《Bo Peep Bo Peep》在KBS《Music Bank》奪得出道以來第一個音樂節目一位。這首歌最後共獲得5個一位，兩個在KBS《Music Bank》，三個在《SBS人氣歌謠》。1月下旬，T-ara再推廣單曲《就像最初（처음처럼）》，但因成員昭妍感染H1N1而被迅速終止。同月，T-ara成員在電視劇《學習之神》的第七及八集中作客串，而芝妍則飾演女主角。
2月23日，T-ara宣布重新發行首張專輯《Breaking Heart》。兩首主打單曲《為你瘋狂（너 때문에 미쳐）》和《我真的很痛（내가 너무 아파）》，在2月23日數碼發佈，兩首歌分別在Gaon排行榜頂峰排名第1及31。同日，T-ara在M! Countdown舉行回歸表演，憑歌曲《為你瘋狂（너 때문에 미쳐）》獲得SBS人氣歌謠連續兩周的Mutizen Song和M! Countdown第一名。《Breaking Heart》於3月3日在市場發佈，頂峰時在每週Gaon排行榜排名第2，全年Gaon排行榜排35名，共售出40,695拷貝。繼《為你瘋狂（너 때문에 미쳐）》的推廣完畢，T-ara在4月初開始演出《我真的很痛（내가 너무 아파）》。
7月，T-ara將把她們的網店T-ara Dot Com上發售的世界杯商品的所有收益捐贈與為非洲兒童服務的慈善機構。
10月，T-ara開始參與實境節目Hello Baby，照顧文梅森及他的兩個弟弟。
11月23日，T-ara發佈出迷你專輯《Temptastic》主打歌曲《為什麼這樣（왜 이러니）》的數碼下載。《Temptastic》在12月1日與單曲《Yayaya》一同數碼發佈。專輯原本於11月初在市場發佈，但因受延坪島炮擊事件影響延至12月3日發佈。發佈當日T-ara在Music Bank舉行回歸表演，同時介紹新成員和榮和新任隊長寶藍，並以歌曲《為什麼這樣（왜 이러니）》及《Yayaya》在M! Countdown得獎。

### 2011年

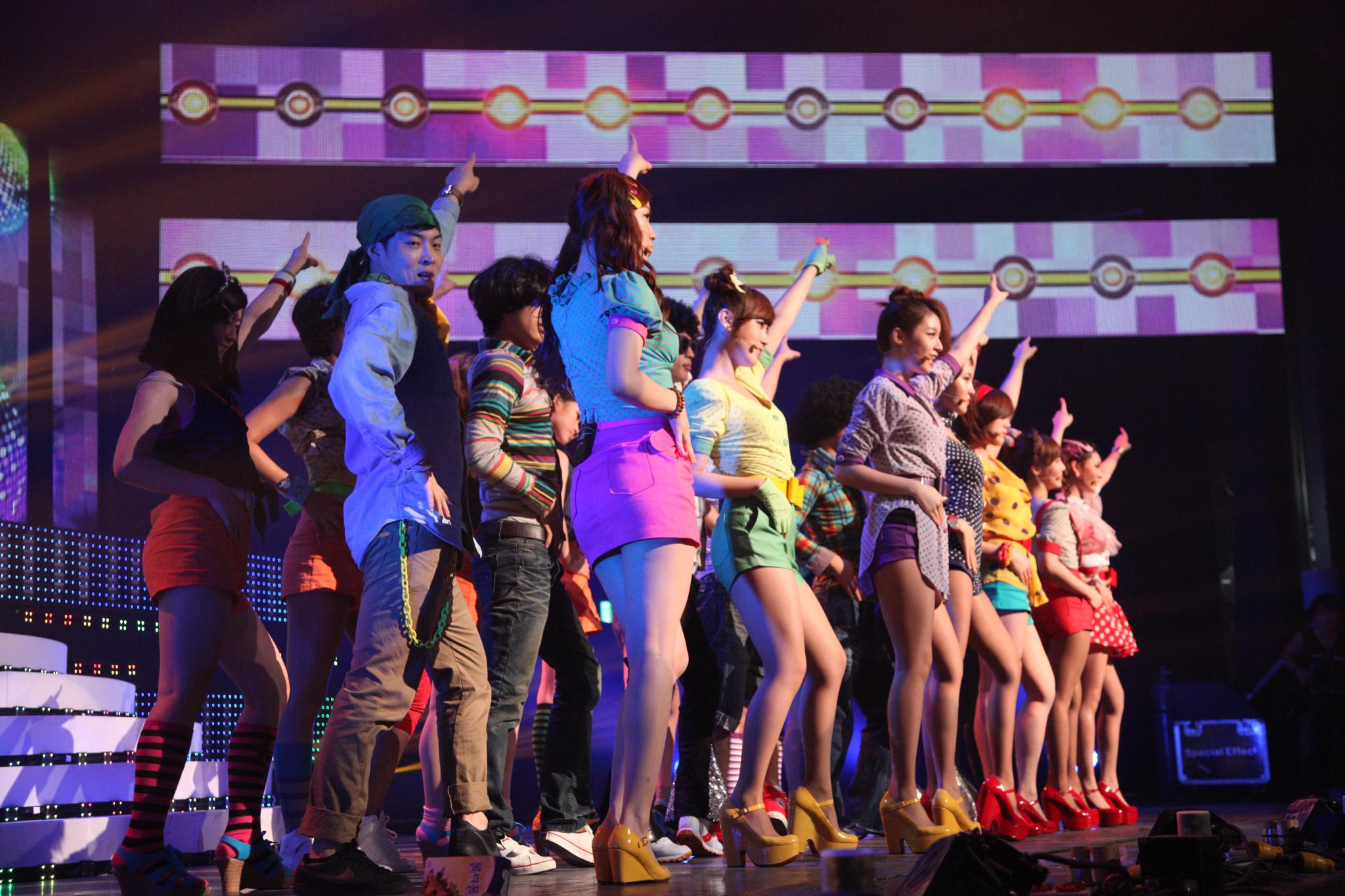
2011年7月23日T-ara在Cyworld Dream Music Festival表演

2011年，T-ara以4.3億與日本J-ROCK簽約，準備在日本出道，是所有女子組合中最高價。唱片公司確定為「EMI音樂 (日本)」。第一首單曲《Bo Peep Bo Peep》(2009)在Oricon每週排行榜中排名第一，並售出49712個拷貝，是史上首隊初出道而得榜首的韓國女子組合。
6月7日，T-ara通過官方主頁宣布已與日本「J-ROCK」簽約，唱片公司確定為「EMI音樂 (日本)」，而經紀和市場宣傳由「J-ROCK」負責，在七月正式開展日本活動。6月15日，Core Contents Media公佈孝敏成為T-ara第3位隊長，7月5日，T-ara在東京澀谷SHIBUYA-AX會場舉辦初次活動「T-ara First Show Case」。並預計會在9月推出日本出道曲日版《Bo Peep Bo Peep》。在出道前在東京一帶100餘處設置了宣傳海報，並製作了出道專輯廣告巴士20台。
6月29日﹐T-ara發行出第二張迷你專輯《John Travolta Wanna Be》，頂峰時在Gaon排行榜排第3位。專輯主打單曲《Roly-Poly》在同日發佈，頂峰時在Gaon排行榜排第2位，告示牌韓國K-pop Hot 100排第4位，更為2011年韓國最賣座及下載次數最多的歌曲——帶來20億元收入及有4,680,253次下載。《Roly-Poly》亦得到第三屆甜瓜音樂獎和第一屆Gaon排行榜的Singer of the Year（七月），又被提名第13屆Mnet亞洲音樂大獎的年度歌曲及最佳女組合。
7月31日，T-ara的咖啡廳「Page One」在狎鷗亭正式開張。
8月2日，T-ara推出限量版重新發行專輯《John Travolta Wanna Be》，名為《Roly-Poly in Copacabana》。主打歌曲《Roly-Poly in Copacabana》，是《Roly-Poly》的歐陸舞曲Remix版，歌名中的「Copacabana」普及於80年代的迪斯科俱樂部，這首歌曲頂峰時在Gaon排行榜排行第40位，專輯排第3位，在告示牌韓國K-pop Hot 100中《Roly-Poly in Copacabana》頂峰時排第45位。這個Remix版本也有在Music Bank演出。
2011年9月16日，T-ara被委任為海關宣傳大使。

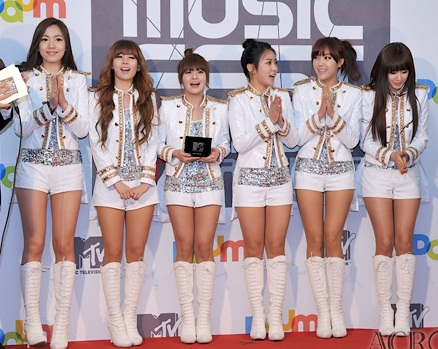
T-ara於SBSMTVDaum音樂節2011

9月28日，T-ara在日本正式出道，發行日本出道單曲《Bo Peep Bo Peep》，發售當日T-ara就在川崎舉行公演。在那天7時也在網上公開了日版《Bo Peep Bo Peep》，公開後在Oricon單曲每週排行部分位居第一，拍賣量比Oricon所預測的多賣出2萬多張。無論是出道日的第一位或是第一週的銷售量都會刷新了一個新的歷史記錄。另外此單曲頂峰時在告示牌日本Hot 100排名第一，RIAJ付費音樂下載榜中的PC下載及手機全曲付費下載認證為金唱片。
11月11日，T-ara發行出第三張迷你專輯《Black Eyes》，在Gaon排行榜排名第2位。這張專輯之前發佈的一首歌《Cry cry》，頂峰時在告示牌韓國K-pop Hot 100排名榜首，更在M! Countdown連贏兩次第一位。在11月8日推出的《Cry cry》音樂影片是以100萬韓元製作的30分鐘的戲劇故事情節，而製作版、舞蹈版及民謠版則分別於同月13、17及20日推出。11月17日T-ara在M! Countdown回歸，正式展開宣傳活動。為翻拍迷你專輯《Temptastic》，T-ara在11月30日發佈第二首日本單曲《Yayaya》，頂峰時在Oricon排行榜中排名第7位，告示牌日本Hot 100排名第6位。
12月，Core Contents Media公佈昭妍成為T-ara第4位隊長，並首次於日本舉行三天迷你演唱會名「X-mas Premium Live」，在東京，名古屋和大阪舉行。根據Gallup 2011年韓國民意調查的排名，T-ara升至成為韓國第2大女子組合。12月13日，T-ara為了代言化妝品牌Tony Moly首次拜訪台灣，成員𤨒晶因為拍戲受傷缺席。12月21日，T-ara跟Davichi數碼發佈出聖誕民謠《我們不是相愛嗎（우리 사랑했잖아）》，並在兩天後發行，歌曲其後在T-ara的專輯《Funky Town》重新發佈。這首單曲頂峰時在Gaon排行榜排第一位，告示牌韓國K-pop Hot 100排第2位，並有在SBS人氣歌謠中演出。

### 2012年
在2012年T-ara發行日本專輯《Jewelry Box》，高峰時在Oricon排行榜中排名第2。當年7月發佈的迷你專輯《Day by Day》(2012)在Gaon排行榜中排行第5，主打曲《Day by Day》頂峰時排行第2。2個月後發行迷你專輯《Mirage》(2012)，單曲《Sexy Love》頂峰時分別在Gaon排行榜和告示牌韓國K-pop Hot 100中排行第4位及第3位。
1月3日，T-ara發行《Black Eyes》的後續專輯《Funky Town》，並於1月5日《M! Countdown》回歸，正式展開宣傳活動。《Funky Town》頂峰時在Gaon每週排行榜排行第一位，每月排行榜排行第2位，並售出43,049個拷貝。《Lovey-Dovey》以此專輯的第二單曲發佈，殭屍版及東京版的音樂影片分別於1月11日及17日發佈，這首單曲頂峰時在Gaon排行榜及告示牌韓國K-pop Hot 100排行首位，只在韓國就已售出300萬個數碼拷貝。

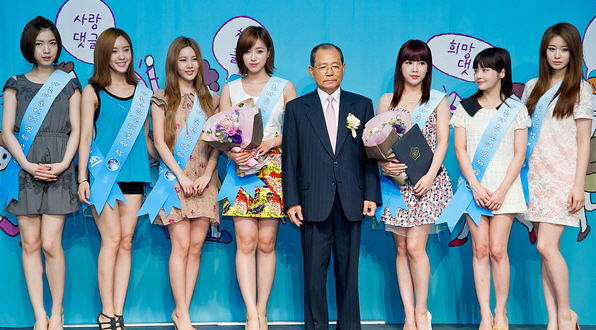
2012年6月，T-ara成為打造美麗網絡世界宣傳大使

2月，Forbes Korea報告出年度「韓國首40強明星」中T-ara排第17名，使她們成為韓國第三強的女子組合和第七強女明星。2月9日，T-ara推出App「T-ARA SHAKE」。2月29日，發售新專輯日文單曲日版《Roly-Poly》。
4月，T-ara的所屬公司Core Contents Media宣佈將於7月為T-ara增加兩名成員，使其成為9人組合團體。在3月30日，當時14歲的Dani被公佈將於12月加入，又會主演Day by Day劇情版的音樂影片。7月12日，Core Contents Media正式推出18歲的雅凜為另一新成員。
5月23日，發售新專輯日文單曲日版《Lovey-Dovey》。

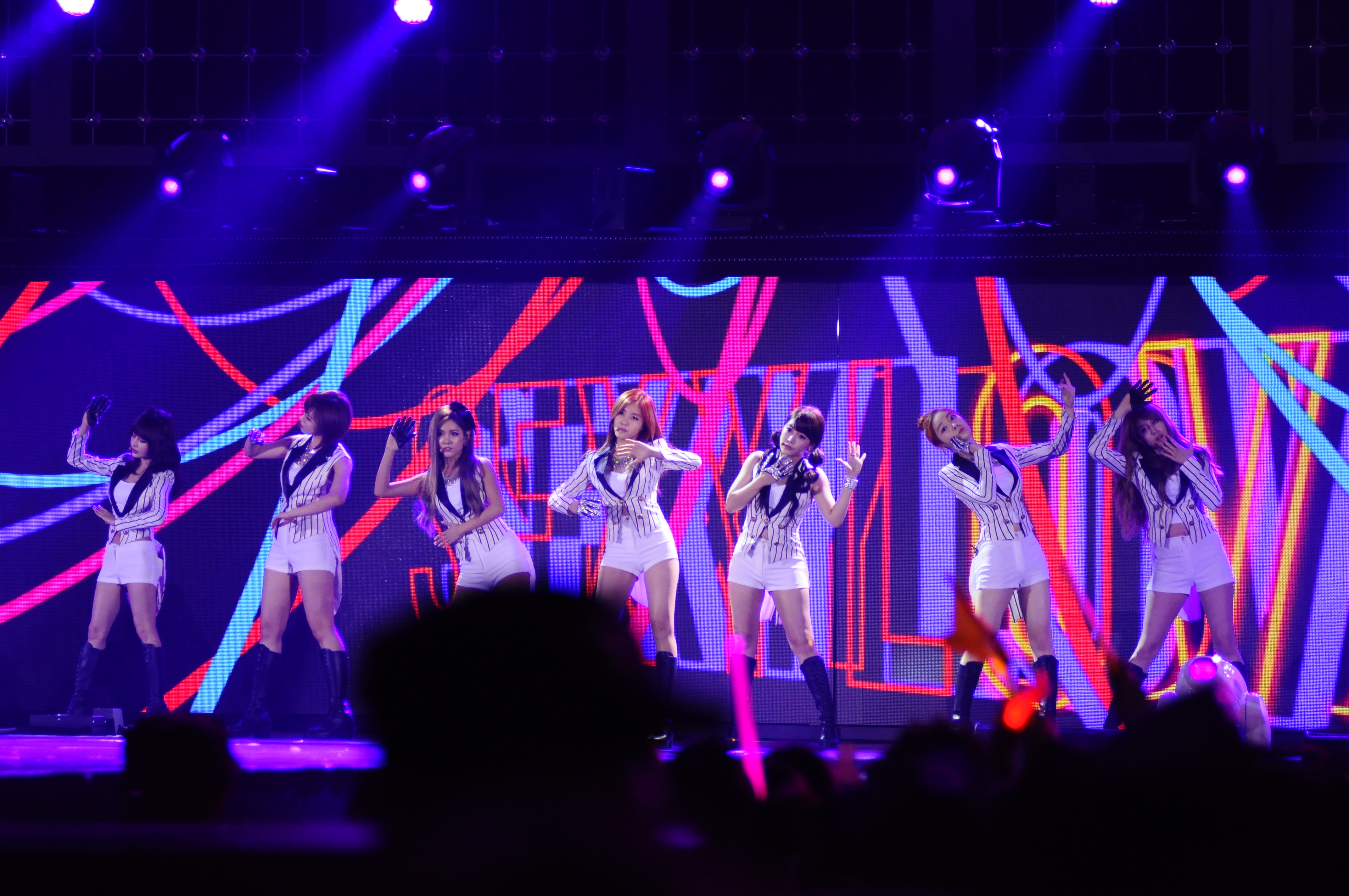
T-ara於河內演出

6月3日，T-ara在曼谷舉行首次售票演唱會。6月6日，T-ara發行首張日文專輯《Jewelry Box》，在Oricon每週專輯排行榜中排行第2，售出超過57,000個拷貝。7月19日，她們在名古屋展開了第一次日本巡迴演唱會——T-ara Japan Tour 2012: Jewelry Box，當時預計觀眾將超過4萬人。在專輯發行前《Bo Peep Bo Peep》、《Yayaya》、《Roly-Poly》及《Lovey-Dovey》四首單曲率先發佈。
7月，T-ara發佈迷你專輯《Day by Day》，在Gaon排行榜中排行第5。主題曲《Day by Day》於同日以單曲發佈，頂峰時排行第2。7月7日，在《Music Core》舉行了《Day by Day》的回歸表演，當時雅凜正式出道，演出背後更有70人的管弦樂團。7月8日，T-ara推出《Day By Day》舞蹈版音樂影片。
7月14日，所屬公司Core Contents Media為T-ara開設官方後援會「Queen's Fan Club」，並與3,500名的歌迷在首爾慶熙大學和平殿堂舉辦創立儀式。
7月30日，所屬公司Core Contents Media正式宣布和榮(花英)即時離隊的消息。執行總裁金光洙聲明：「基於順從T-ara的19名工作人員的申訴」，終止和榮的合同，並指不是因為成員間的霸凌而離開。這場爭議使《Day By Day》的宣傳期緊急縮短，T-ara的一切活動亦暫時擱置，包括取消出席SBS「K-POP 麗水世博超級演唱會」、押後韓國首場個別演唱會及押後推出《Sexy Love》。而成員之個人活動仍然繼續。和榮與其他成員兩者皆對指她們的欺負問題的事實是遭到網民的惡意扭曲，其後宣布T-ara即將舉行的回歸不會改變，然而代理聲明回歸時間將無限期押後。2012年7月31日，和榮解約退團風暴擴大，南韓歌迷設立了向T-ara要求真相的網站「T真要」，成立一日即破會員數20萬且持續增加，部分網民試圖透過擷取圖片及剪切片段成員互動影片來造謠，但經還原後及由完整影片證實皆為子虛烏有、移花接木，唯當時的網民、社會風向仍是朝T-ARA欺凌和榮(花英)發展，也造成人氣一落千丈，即使在2017年2月欺凌事件有新的發展與澄清，給予T-ARA平反，但為時已晚。
9月3日，T-ara推出迷你專輯《Mirage》。兩首單曲《Sexy Love》和《日與夜（낮과 밤）》於同日發佈，《Sexy Love》頂峰時在Gaon排行榜和告示牌韓國K-pop Hot 100中排行第4位及3位，而《日與夜（낮과 밤）》則是雅琳與Shannon和Gavy NJ的Gun-ji的三人合唱歌曲。
9月10日，所屬公司Core Contents Media宣布指T-ara會在日本發布一個精選專輯，包括所有韓國單曲，以慶祝在日本出道一週年。最後專輯於10月10日發行。9月25日，T-ara發佈出日語版Day by Day 。10月，T-ara推出日語版《Sexy Love》，並到日本推廣單曲 。

### 2013年
2013年，T-ara於3月發佈第6首日語單曲〈Bunny Style!〉，佔據了Oricon每日及每週CD單曲排行榜的第二位。4個月後發佈第7首日語單曲《Target》。8月，T-ara發行第2張日本專輯《Treasure Box》，佔據了Oricon每日排行榜的榜首。其後T-ara又成立了兩個子團——T-ara N4及QBS。
3月20日，T-ara發佈第6首日語單曲《Bunny Style!》，專輯共有10個版本，7個收錄各成員獨唱曲，另外3個分別收錄三組子團的合唱曲。發售當天賣出了40,705張拷貝，並佔據了Oricon每日及每週CD單曲排行榜的第二位。為了推廣新的日語單曲，T-ara在2月20日至3月9日期間於日本各地舉行15個Showcase，旅程會在官方NICONICO動畫頻道中廣播。
4月9日，Core Contents Media表示T-ara成員𤨒晶、孝敏、芝妍和雅凜將以子團型式回歸，並名為「T-ara N4」，出道歌曲《田園日記》（전원일기）於4月29推出。
4月24日，T-ara出席M!Countdown 你好-台灣，並會與臺灣女子組合Dream Girls合作演出代表曲《Bo Peep Bo Peep》。
5月17日，T-ara的日本經紀公司公佈由成員昭妍、寶藍和居麗組成的日本子團名為「QBS」，出道歌曲《像風一樣》於6月26日發行。
6月10日，LOEN在Youtube上發佈由成員昭妍與The SeeYa（幼真）、F-VE DOLLS（銀敎）和SPEED（泰雲及晟敏）合唱曲《鎮痛劑》。其音樂影片由芝妍出演，影片翌日在Soribada和monkey3等音樂網站得到了第一名。
T-ara於7月10日發行第7首日語單曲《Target》。同日，T-ara的所屬公司Core Contents Media發佈了確認雅凜離隊消息的影片，雅凜將會以個人身份進行演藝工作，並將發揮更佳表現。所屬公司表示雅凜離隊的原因是能夠讓她專注嘻哈並有機會發展演藝事業。Core Contents Media決定以新成員Dani替代雅琳在子團T-ara N4的崗位，但並不會正式加入T-ara，又隨著組合變成6人在新專輯發售前一起更換了隊長，由居麗接任為新任隊長，7月13日在日本東京武道館舉行的演唱會是她作為隊長的首個正式舞台。

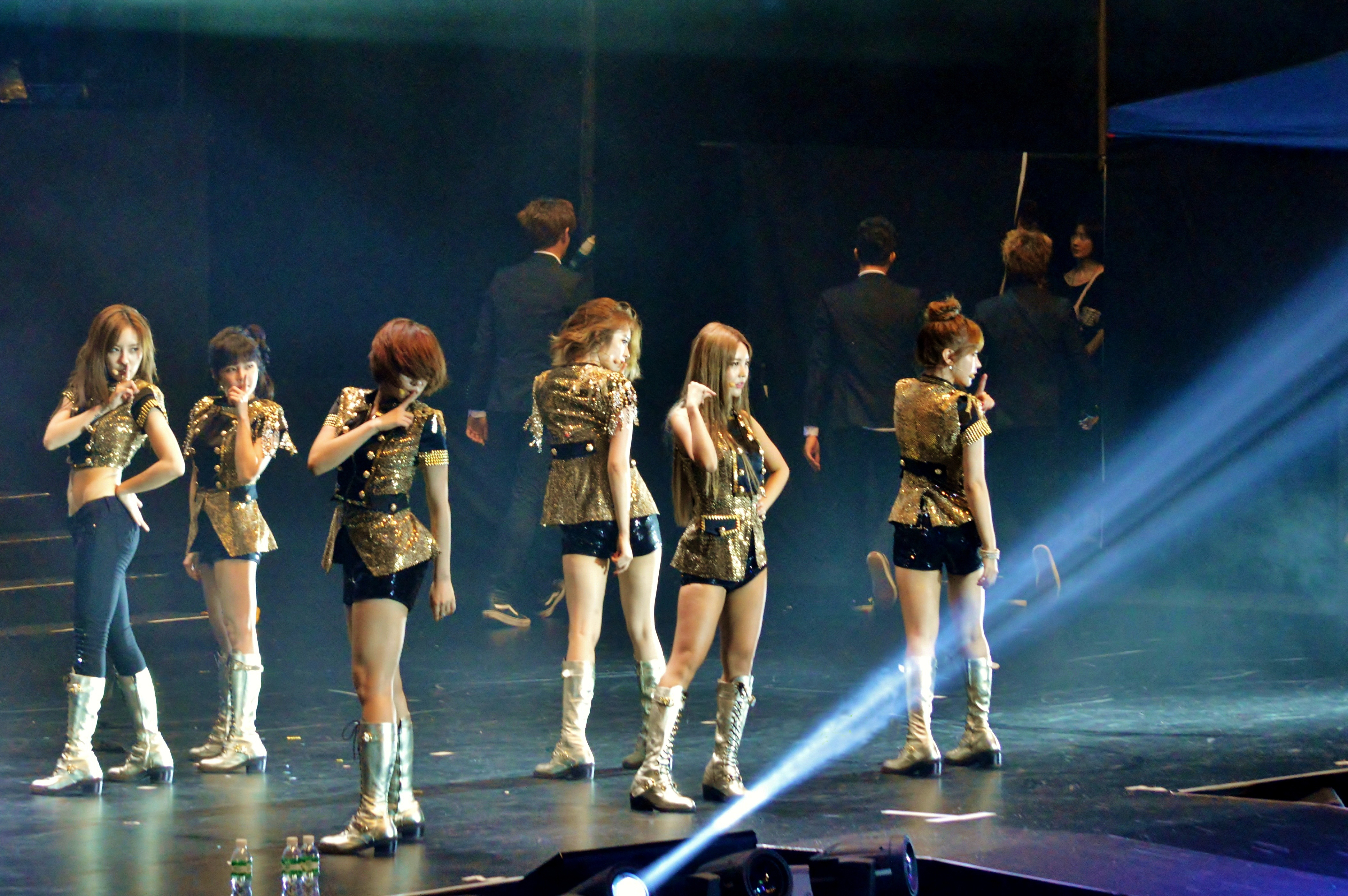
8月10日，T-ara在香港亞洲國際博覽館演出。

7月12及13日，T-ara的原來6名成員會到日本武道館演出，以慶祝第二張日語專輯《Treasure Box》於8月7日發行。總共收錄13首包括《Target》、《Bunny Style!》中的歌曲的《Treasure Box》在8月7日公開後就佔據了Oricon每日排行榜的榜首。
8月1日，T-ara發佈數碼單曲《比堅尼》，由二段横踢制作，與Davichi和SKULL合唱。然而成員沒有在音樂影片的出現。
T-ara於9月4至27日期間在日本舉行共9場的巡迴演唱會「T-ARA JAPAN TOUR 2013～TREASURE BOX～」。另外又將會在9月21日到蒙古烏蘭巴托表演。
9月15日，CCM宣佈T-ara將於10月10日在韓國回歸並發售第8張迷你專輯《Again》。24日﹐CCM發佈了3張概念照及揭示主打歌曲《No.9》，作曲家為新沙洞老虎。10月6日，T-ara在2013韓流夢想演唱會中公開《No.9》的首個回歸舞台。翌日T-ara公佈另一首不同風格的新歌《I know that feeling》，由朴德相、朴賢重及成員𤨒晶編曲，兩首新歌皆於10月10日公佈音樂影片以雙主打歌曲回歸。新歌的音樂影片預告分別於9月26日、10月1日及9日公開。10月10日，T-ara公開了兩主打歌曲的音樂影片及拍攝花絮，並於《M! Countdown》表演兩首主打歌曲的回歸舞台，音樂影片發佈當日就在Soribada，Cyworld Music，Monkey3等在線音樂網站上排第1位。10月17日再公開在蒙古的沙漠拍攝的音樂影片。進行回歸演出時，成員芝妍膝蓋受傷患上滑膜炎，治療過程中戴着保護帶演出，並臨時調整編舞。
T-ara將於12月2日回歸，新曲為「2013 我怎麼辦」。

### 2014年
3月10日，所屬公司Core Contents Media表示芝妍將於4月中旬Solo出道。4月8日，所屬公司發表了首支MV預告，並公布專輯名稱為《Never Ever》，主打歌曲為《1分1秒》。4月9日，所屬公司表示芝妍將於4月16日及4月18日要公開新歌音樂錄影帶花絮及預告，且宣布芝妍將在4月30日出道。4月17日，受世越號沉沒事故影響，所屬公司宣布新歌音樂錄影帶花絮及預告將延後公開。4月28日，所屬公司宣布5月20日發行 Solo 專輯。5月20日 上午11時50分，芝妍以Solo出道，發表首張專輯《Never Ever》。
6月2日，所屬公司Core Contents Media公開了孝敏專輯的預告照。6月12日，公開了孝敏專輯的預告，並表示說唱藝人LOCO將會參與主打歌曲的錄制與MV的演出。6月16日，所屬公司公開了孝敏新專輯預告的15禁和19禁的版本。6月30日，所屬公司公開了孝敏主打歌曲《Nice Body》的MV。
8月，所屬公司Core Contents Media宣布T-ara將於9月進行回歸活動。8月11日，所屬公司公布了回歸預告照。8月20日，所屬公司公布了專輯的預告照，並確認主打歌曲為《Sugar Free》。8月29日，Mnet Media將所屬公司Core Contents Media整頓為MBK Entertainment。9月7日，經由T-ara成員居麗的推特證實所屬公司改名為MBK娛樂。9月7日，MBK娛樂於SBSMTV公布回歸預告。9月9日，所屬公司MBK Entertainment公布專輯名稱為《And & End》。9月10日下午4時，所屬公司公布主打歌曲MV。9月11日，所屬公司正式發布專輯，同時在各大韓國音源網站公布專輯音源。此專輯為整頓後MBK Entertainment第一張發布的專輯。
10月15日，所屬公司MBK娛樂宣布T-ara將翻唱《小蘋果》韓語版本，並於11月24日發行。，11月23日，所屬公司公布特別企劃單曲《小蘋果》MV，由成員居麗、𤨒晶、孝敏和芝妍共同參與。

### 2015年
2月9日，所屬公司MBK娛樂上傳旗下所屬藝人T-ara、SPEED（鍾國、世濬、KI-O）、The Seeya（玟京）和承希的共同合作單曲《Don′t forget me》的MV，由成員昭妍和𤨒晶一起參與，並在2月10日發行冬季特別專輯。
3月27日，所屬公司MBK娛樂於T-ara官方粉絲專頁宣布𤨒晶將與二段橫踢合作Solo出擊。4月27日，所屬公司透過Mnet的節目《4 Things Show》公開新歌專輯內頁拍攝花絮。4月29日，所屬公司發表了首支MV預告，K.Will 將會參與歌曲的錄制 ，主打歌曲為《I am Good (편해졌어)》。4月30日，EXID成員哈妮公開為Elsie應援。2015年5月1日，所屬公司發表了出道曲《I'm Good》的先行MV。5月7日，所屬公司發表了出道曲《I'm Good》的正式MV。2015年5月26日，所屬公司發表了出道曲《I am Good (편해졌어)》的中文版《習慣了自己過》。
6月7日在香港舉行《甜蜜的誘惑》電視電影啟動儀式，《甜蜜的誘惑》改編自韓國暢銷書，總共分為六個單元 ─ 以戀愛、整容、結婚 vs. 單身、減肥、職業與人際關係等為主題。

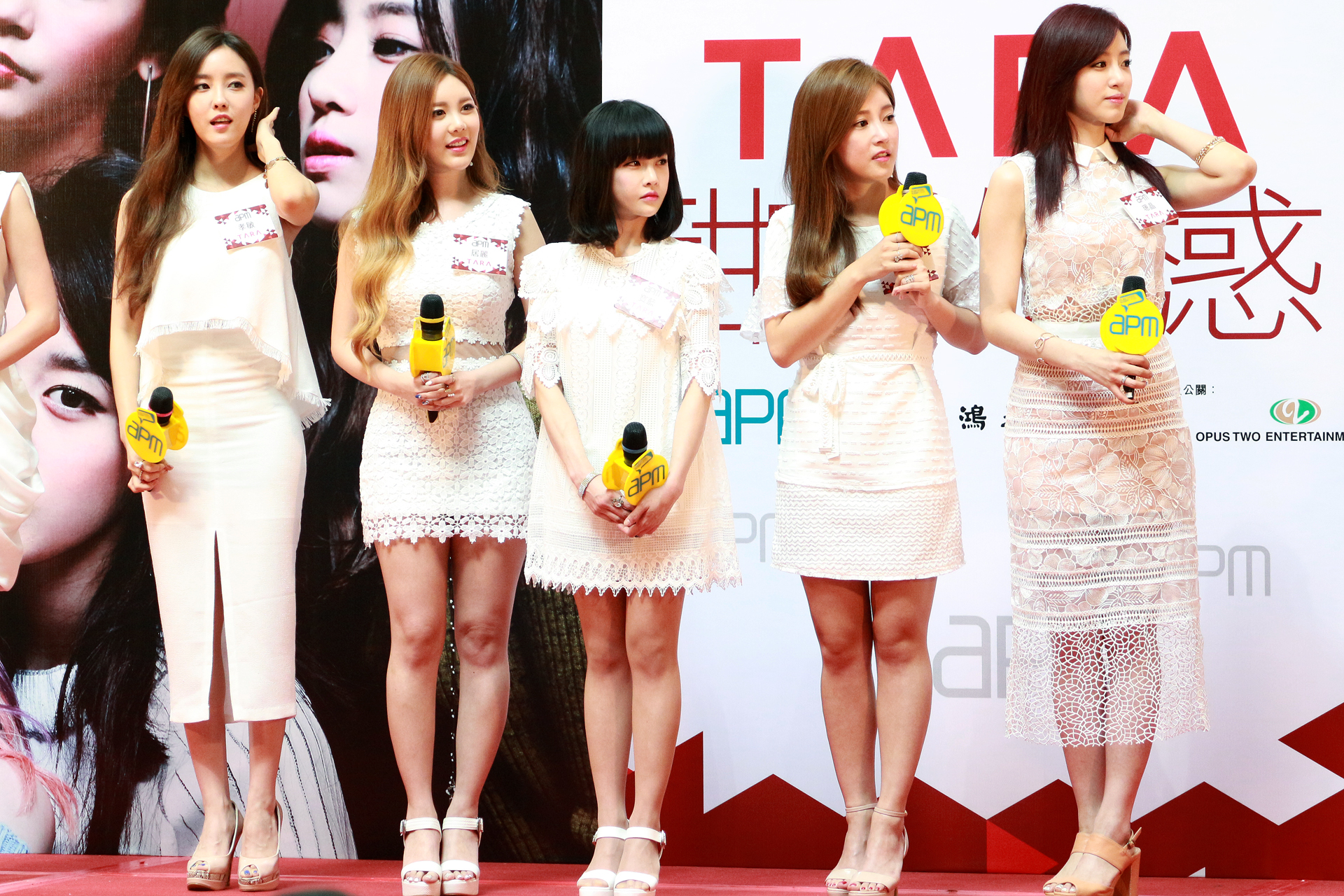
2015年6月7日在香港舉行《甜蜜的誘惑》電視電影啟動儀式

7月17日，所屬公司MBK娛樂於T-ara官方粉絲專頁宣布T-ara將在八月份的第一周回歸，這是繼《Sugar Free》、特別企劃單曲《小蘋果》及成員𤨒晶Solo活動後，成員再度一起活動，雖然原本是預計將在同年十月回歸，但是受到下半年的中國巡迴演唱會、電視劇和廣告…等行程全部延後至九月後，所以把回歸的日程提前到八月。7月22日，所屬公司確認主打歌曲為《So Crazy》，這是在孝敏Solo活動合作過後，T-ara首度採用勇敢兄弟的歌曲作為主打歌曲，另外，與勇敢兄弟做最後競爭的新沙洞老虎的歌曲《1.2.3》將會在T-ara的中國專輯中公開。7月24日，所屬公司表示，即將回歸的T-ara將在8月3日舉行出道後在韓國的首次Showcase，屆時將首次表演新歌《So Crazy》。7月30日，根據SBS《MTV The Show》預告，T-ara將在8月4日出席節目所舉辦Summer K-pop Festival的戶外慶典演出，這將是回歸後首個出演的音樂節目。8月1日，韓國時間0時（台灣為7月31日23時），所屬公司於官方youtube上釋出回歸主打歌曲《So Crazy》Teaser。8月3日，T-ara舉行出道後在韓國的首次Showcase，當天除了表演新歌《So Crazy》和播放完整版MV外，還一同展現《我們分手的理由》、《For You》和《Roly Poly》三首歌曲的舞台表演。8月4日，所屬公司發表了主打歌曲《So Crazy》的MV。8月6日，T-ara於韓國時間晚上7時在首爾弘益大學附近舉行出道以來首次free hug活動。
8月19日，T-ara獲得美國Billboard「Fan Army Face-Off」投票冠軍，粉絲們共投下344萬5821票，展現堅強的粉絲團實力。2016年8月30日，再度獲得冠軍，共獲得181萬9836票，蟬聯二連霸。更在2017年7月26日到8月30日中，總計獲得1909萬4932票(第2名到第6名獲得的總票數總合為1704萬6651票)，獲得冠軍並蟬聯三連霸。

### 2016年
1月8日，MBK娛樂證實孝敏將於3月發表全新專輯。
2月6日，MBK娛樂向韓國媒體 Dispatch 表示：「孝敏的個人第二張專輯將會在下個月發行，目前已經完成歌曲的錄音，正在拍攝封面、概念照及 MV。」，
並透露專輯將邀請 BEAST 龍俊亨、Brown Eyed Girls JeA 共同製作及擔任教唱老師。
3月16日，孝敏在晚間8:00(韓國時間)舉行新專輯ShowCase。 
3月17日，公開孝敏第二張迷你專輯《SKETCH》音源及主打歌《SKETCH》15禁和19禁的MV版本。
10月20日，公佈T-ARA回歸的消息。
10月31日，確定回歸日期為11月9日。
11月9日，發佈專輯《Remember》及主打曲《TIAMO》MV。

### 2017年
2月3日，MBK娛樂發表聲明證實芝妍正在準備全新專輯，預計3月或4月回歸。2月13日，MBK娛樂相關人員表示，因擔心最近的紛亂會讓宣傳活動失焦，所以決定讓芝妍延後回歸。
2月9日，和榮(花英)在《Taxi》上再度提到當年退團事件，以偏向受害者的發言回憶此事件；
同日，自稱T-ara的前工作人員看不下去，於網路爆料當年和榮(花英)退團真相，除了爆出當時和榮(花英)態度問題，新爆出和榮(花英)的姐姐劉孝英恐嚇雅凜的對話截圖，對話已被證實。

2月10日，Dispatch(D社)訪問六位當時的工作人員，更加詳述並還原了當時事件經過，證實和榮(花英)當時除了工作不認真，更是對後輩、工作人員的態度有欺人太甚 & 不尊重的情形(例如用不禮貌的暱稱使喚工作人員)。而和榮(花英)在這些工作人員還原真相後，更是直接在ig上以小狗亂叫暗喻這些反他的網民、工作人員。事件至此，許多當年對T-ARA欺凌和榮(花英)導致退團的指控，在此被證明為移花接木 & 子虛烏有。當年雖然T-ARA成員在節目上有澄清過並無欺凌事件產生 (孝敏更曾說過: "雖然我們不是多善良的人，但絕對沒有大家想像的那麼壞")，唯當年的網民、社會風向仍是朝T-ARA欺凌和榮(花英)發展，也造成人氣一落千丈，即使社會風向於此時此刻給予T-ARA平反，但已為時已晚。
3月16日，MBK娛樂表示：由於T-ARA的合約將於5月到期，因此此次的回歸將是T-ARA以完整體形式發行的最後一張專輯。發表專輯後將消化餘下的國內外行程。完整體活動將進行到6月末，因為成員合約到期日期不同，之後的計畫將於成員們商議後決定。公司也發布聲明：T-ara現在談解散還太早了。
20日所屬社MBK娛樂方面公開表示：  "T-ARA最後的專輯中將收錄往年的熱門曲。"據悉此次回歸將以數字6為概念，此次新專共收錄6首新歌，其中還將收錄由出道至今的24首熱門單曲「謊言」、「TTL」、「Bo Peep Bo Peep」、「為什麼這樣」、「因你瘋狂」、「Lovey Dovey」、「NO.9」、「Sugar Free」、「Roly Poly」等構成的6分鐘熱門曲Medley，引發粉絲期待。另外此次新專將於6月14日正式發表。
3月23日，有媒體報導女團T-ara有部份成員將不續約。T-ara所屬的經紀公司MBK娛樂相關人士透露，昭妍與寶藍確定不續約，昭妍與寶藍即將於2017年5月15日合約到期離開公司MBK，經紀公司方面回應表示除了成員寶藍和昭妍之外，其餘成員已續約至12月底。兩人不但新專輯不會參與，且除了台灣之外的演唱會（即澳門和日本場演唱會）也決定不出席。
MBK娛樂方面發表官方聲明表示：「寶藍和昭妍的合約至5月15日到期。除了寶藍和昭妍之外，成員居麗、𤨒晶、孝敏和芝妍皆已續約至今年12月底，他們將專注於個人活動和電視劇等行程及海外活動。T-ara預計於5月發行的專輯將是以6人形式發行的最後一張專輯。」此外，T-ara的新專輯將收錄6首歌曲，並以代表6位成員、6首收錄曲和6分鐘長人氣組曲的數字「6」為最後一張專輯畫下句點。
5月7日，MBK娛樂宣布T-ara的最後一張專輯只有孝敏、𤨒晶、居麗和芝妍參與。
5月30日，宣布最後一張專輯名为「What's My Name」，將於6月14日正式發表。
6月4日，發布最後一張專輯「What's My Name」的第一預告片。6月9日，發布最後一張專輯「What's My Name」的第二預告片。但有部份網民批評MBK娛樂，基本上與第一預告片一樣並沒有新意。

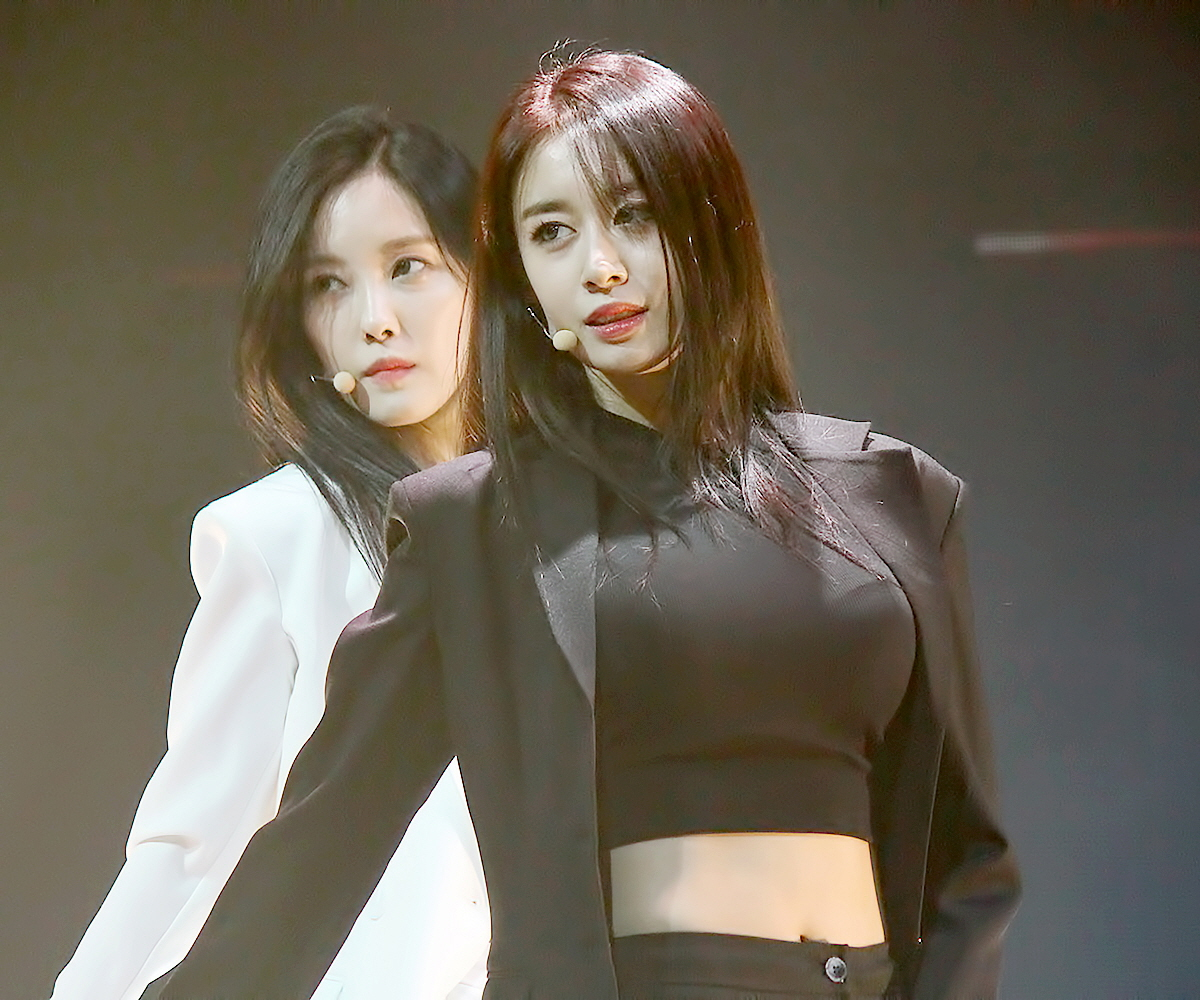
2017年6月14日，孝敏（身穿白衫者）和芝妍（身穿黑衫者）於舞台上表演

6月14日， 發佈最後一張專輯『What's My Name』，主打歌為《What's My Name》。6月20日，於SBS MTV 《THE SHOW》獲得一位冠軍，距離上次一位冠軍已有5年之久。在台上領獎的三位成員孝敏、居麗和芝妍泣不成聲無法發表感言成為難以忘懷的鏡頭 (𤨒晶因有戲劇要拍攝，因此只有表演未領獎)，事後四位成員也同時發ig感謝Queen's不離不棄的支持。
12月31日，成員居麗、𤨒晶、芝妍與孝敏合約到期不續約，正式離開MBK經紀公司，不過雖然活動停止，組合決定維持不解散狀態  。

### 2018年
1月3日，MBK娛樂宣佈「T-ara 4人從12月31日起便不再續約」，成員居麗、𤨒晶、孝敏及芝妍已正式離開MBK娛樂，T-ara不解散，不過團隊已無雇用關係也缺少投資人，成員後來分別暫時以個人單飛狀態工作。
成員離開後，因為品牌將會保留，MBK娛樂和成員們就「T-ara」的商標權出現爭議。MBK娛樂早於2017年12月28日申請「T-ara」的商標權，意味成員未來十年內均不能以「T-ara」的名義活動，演唱T-ara的曲目亦須向MBK娛樂繳交版權費用。有鑒於權益分配不合理，成員於1月17日向韓國專利局提交申請書，要求拒絕MBK娛樂註冊「T-ara」的商標權，雙方正等待申請結果。
6月27日，韓國專利廳拒絕MBK娛樂於2017年12月28日向韓國專利廳提出「T-ara」的商標權申請，並正式發表通知書。

### 2020年
9月25日，SBS於其官方YouTube頻道發佈《文明特急》中秋特輯預告，其中包含T-ara四位成員的身影。
9月30日，居麗於自己的個人社交平台發佈與孝敏、𤨒晶及芝妍的合照，四人身穿四色衣服拿著各種道具拍照。文中說到 티.아.라.합.체（T-ara合體）並提及SBS《文明特急》中秋特輯的資訊。而居麗亦在留言說到「好久沒聚在一起」，孝敏更 #롤리폴리（Roly Poly），正式向粉絲宣佈會合體出演節目。 
10月2日，T-ara出演《文明特急》中秋特輯，表演了Roly Poly 及Sexy Love，Roly-Poly的演出片段累計觀看次數超過六百七十四萬，並成為該頻道中數一數二的熱門影片，而Sexy Love則有超過四百七十二萬累計觀看次數。

### 2021年
7月1日，T-ara參演JTBC綜藝節目《認識的哥哥》E288的錄影，節目已於7月10日播出。
7月29日，T-ara的6名成員分別在其Instagram上分享了12周年的慶祝（回顧）照片。而居麗、𤨒晶、孝敏、芝妍4名成員於其慶祝出道12周年的直播中宣告將於2021年的初雪前回歸。
11月8日，成員分別在Instagram公開新曲「ALL KILL」概念照。
11月10日，公開第二首「TIKI TAKA」概念照。
11月15日，T-ara回歸，並與Dingo Music合作，因沒有經紀公司，所以在創作上有一定困難，不過T-ara還是發布了專輯《Re:T-ara》。

## 成員資料
T-ara出道後加入過2名成員：和榮(2010年-2012年)雅凜(2012年-2013年)，第3名成員Dani(2013年8月-2015年)僅代替雅凜在子團T-ara N4的位置，未正式加入。
名字粗體字為現任隊長。
| 現任成員   | 現任成員 | 現任成員 | 現任成員 | 現任成員 | 現任成員              | 現任成員                               | 現任成員                    | 現任成員                                                |
| 藝名       | 藝名     | 藝名     | 本名     | 本名     | 本名                  | 出生日期                               | 隊內擔當                    | 退团日期及原因                                          |
| 藝名       | 韓文     | 羅馬拼音 | 中文     | 韓文     | 羅馬拼音              | 出生日期                               | 隊內擔當                    | 退团日期及原因                                          |
| ---------- | -------- | -------- | -------- | -------- | --------------------- | -------------------------------------- | --------------------------- | ------------------------------------------------------- |
| 居麗       |          | Qri      | 李智賢   |          | Lee Ji-Hyeon          | 1986年12月12日 · 漢城特別市            | 隊長 副饒舌 副唱 門面       | 不適用                                                  |
| 𤨒晶       |          | Eunjung  | 咸𤨒晶   |          | Ham Eun-Jung          | 1988年12月12日 · 漢城特別市            | 主唱 領舞 主饒舌 第一任隊長 | 不適用                                                  |
| 孝敏       |          | Hyomin   | 朴宣映   |          | Park Seon-Yeong       | 1989年5月30日 · 釜山廣域市             | 领饒舌 領唱 第三任隊長      | 不適用                                                  |
| 芝妍       |          | Jiyeon   | 朴芝妍   |          | Park Ji-Yeon          | 1993年6月7日 · 漢城特別市松坡区梧琴洞  | 主舞 領唱                   | 不適用                                                  |
| 已離開成員 |          |          |          |          |                       |                                        |                             |                                                         |
| 寶藍       | 보람     | Boram    | 全寶藍   | 전보람   | Jeon Bo-Ram           | 1986年3月22日 · 漢城特別市             | 副唱 副饒舌 第二任隊長      | 2017年5月15日約滿退團                                   |
| Hana       |          | Hana     | 李智愛   |          | Lee Ji-Ae             | 1987年8月6日 · 漢城特別市松坡区巨余1洞 | 出道前首任隊長 主唱         | 音樂風格理念不符於正式出道前退出                        |
| 昭妍       | 소연     | Soyeon   | 朴昭妍   | 박소연   | Park So-Yeon          | 1987年10月5日 · 漢城特別市瑞草區盤浦洞 | 第一主唱、第四任隊長        | 2017年5月15日約滿退團                                   |
| 知元       |          | Jiwon    | 楊知元   |          | Yang Ji-Won           | 1988年4月4日 · 漢城特別市              | 副唱                        | 音樂風格理念不符於正式出道前退出                        |
| 和榮       |          | Hwayoung | 柳和榮   |          | Ryu Hwa-Young         | 1993年4月22日 · 光州廣域市             | 主饒舌 副唱                 | 2012年7月30日退出(和榮退團事件)                         |
| 雅凜       |          | Areum    | 李雅凜   |          | Lee Ah-Reum           | 1994年4月19日 · 蔚山廣域市             | 領唱 領饒舌 忙內            | 2013年7月10日（在團年份:1年零3天） 個人歌手身份出道     |
| Dani       |          | Dani     | 金岱妮   |          | Danielle Kim Kim Dani | 1999年12月23日 ·                       | 不適用                      | 因和榮退團事件而未正式加入組合 後以T-ara N4成員身份出道 |

### 隊長更換
2011年6月14日，所屬經紀公司Core Contents Media表示為了讓成員培養責任心，因此有新專輯就會更換隊長。
2010年7月15日由寶藍接任第二任隊長是因為她最年長，而第三任隊長由孝敏接任的理由是因為她跟𤨒晶的資歷最深，所以在重要時期下由孝敏擔當隊長。並表示往後還會讓沒當過隊長的成員嘗試擔當重任。
2012年1月1日至2013年7月12日，昭妍接替孝敏成為第四任隊長。2013年7月12日，在日本演唱會中宣佈居麗成為第五任隊長。
T-ara歷任隊長（粗體字代表該成員已離團）
| 任期   | 擔任成員 | 上任日期      | 卸任日期       |
| 出道前 | Hana     | 2009年4月26日 | 2009年6月3日   |
| 出道前 | 𤨒晶     | 2009年6月3日  | 2009年7月28日  |
| 第一任 | 𤨒晶     | 2009年7月29日 | 2010年7月14日  |
| 第二任 | 寶藍     | 2010年7月15日 | 2011年6月14日  |
| 第三任 | 孝敏     | 2011年6月15日 | 2011年12月31日 |
| 第四任 | 昭妍     | 2012年1月1日  | 2013年7月12日  |
| 第五任 | 居麗     | 2013年7月12日 | 至今           |

## 子團

### T-ara N4
(粗體代表該成員已離隊）
T-ara N4是由成員𤨒晶、孝敏、芝妍、雅凜組成的子團，是「T-ara Brand New 4」的縮寫。出道歌曲《田園日記》（전원일기）於2013年4月29日推出。

### QBS
(粗體代表該成員已離隊）
QBS是由成員昭妍、寶藍、居麗組成的子團，並會在日本進行活動。出道歌曲《像風一樣》於6月26日發行。

## 音樂作品
| 正規專輯 - 《Absolute First Album》（2009） 迷你專輯 - 《Temptastic》 （2010） - 《John Travolta Wannabe》（2011） - 《Black Eyes》 （2011） - 《Day by Day》 （2012） - 《Mirage》 (2012) - 《Again》 （2013） - 《And & End》 （2014） - 《So Good》 （2015） - 《Remember》 （2016） - 《What's my name?》 （2017） 單曲專輯 - 《RE：T-ara》自费專輯 （2021） 單曲 - 《Little Apple》韓文版 (2014) (與筷子兄弟合作) 專輯 - 《Jewelry Box》 （2012） - 《Treasure Box》 （2013） - 《Gossip Girls》（2014） |

### 中文版歌曲
| 歌曲名稱                       | 演唱者 | 收錄專輯                  | 作詞                                   | 作曲                                     | 歌曲                                     |
| ------------------------------ | ------ | ------------------------- | -------------------------------------- | ---------------------------------------- | ---------------------------------------- |
| No.9                           | T-ara  | -                         | 王雅君                                 | 新沙洞老虎 崔圭成                        | YouTube上的Number Nine（Chinese Ver.）   |
| I'm Good（習慣了自己過）       | 咸𤨒晶 | I'm Good                  | 安英民 David Kim                       | 二段橫踢                                 | YouTube上的I'm Good（Chinese Ver.）      |
| Little Apple                   | T-ara  | Little Apple              | 王太利 新沙洞老虎                      | 王太利 新沙洞老虎                        | YouTube上的Little Apple                  |
| Good Bye                       | 咸𤨒晶 | Good Bye                  | 安英民                                 | 安英民                                   | YouTube上的Good Bye（Chinese Ver.）      |
| So crazy（為你瘋狂）           | T-ara  | So Good                   | 勇敢兄弟                               | 勇敢兄弟                                 | YouTube上的So crazy（Chinese Ver.）      |
| Nice Body                      | 朴宣映 | -                         | 勇敢兄弟                               | 勇敢兄弟 大象王國                        | YouTube上的Nice Body（Chinese Ver.）     |
| Cry Cry（戰艦世界）            | T-ara  | -                         | 林怡風                                 | Kim Tae Hyun Cho Young Soo               | YouTube上的Cry Cry（Chinese Ver.）       |
| SKETCH                         | 朴宣映 | SKETCH                    | 王雅君                                 | Ryan S. Jhun August Rigo Denzil Remedios | YouTube上的SKETCH（Chinese Ver.）        |
| Tiamo                          | T-ara  | Remember                  | Long Candy 진리                        | 二段橫踢 Eastwest                        | YouTube上的Tiamo（Chinese Ver.）         |
| What's My Name（Chinese Ver.） | T-ara  | What's My Name            | 용감한 형제                            |                                          | YouTube上的What's My Name (Chinese Ver.) |
| Diamond（Chinese Ver.）        | 李智賢 | What's My Name(Qri ver.)  | Damon Sharpe, John Ho, Jeff Shum       |                                          |                                          |
| Real Love（Chinese Ver.）      | 咸𤨒晶 | What's My Name(𤨒晶 ver.) | Andrew Choi, Brian Cho, 220            |                                          |                                          |
| Ooh La La（Chinese Ver.）      | 朴宣映 | What's My Name(孝敏 ver.) | Damon Sharpe, Jimmy Burney, Adam Kapit |                                          |                                          |
| Lullaby（Chinese Ver.）        | 朴芝妍 | What's My Name(芝妍 ver.) | BUM, Sophia Pae, 김용신                |                                          |                                          |

## 授權作品
| 歌曲名稱                    | 收錄專輯             | 翻唱者   | 歌曲名稱 | 收錄專輯   |
| --------------------------- | -------------------- | -------- | -------- | ---------- |
| Why Are You Being Like This | Temptastic           | 魔電女孩 | 為了你   | 魔電女孩   |
| Bo Peep Bo Peep             | Absolute First Album | 王彩樺   | 保庇     | 有唱有保庇 |
| Hide & Seek                 | T-ara Winter         | MissMass | 捉迷藏   | 捉迷藏     |

## 翻唱作品
| 原唱者 | 歌曲名稱        | 翻唱者   | 翻唱名稱       | 收錄專輯              |
| ------ | --------------- | -------- | -------------- | --------------------- |
| Nami   | Bingeul Bingeul | T-ara    | Round & Round  | John Travolta Wannabe |
| MBC    | 1980 전원일기   | T-ara N4 | 전원일기       | 田園日記 (迷你專輯)   |
| 李詠德 | 나 어떡해       | T-ara    | 1977 기억 안나 | Again 1977            |

## 出版刊物
- 《Sparkle》（2012）東京: 幻冬舍（2012年4月12日）。ISBN 978-4344021594。山岸伸（日语：山岸伸）攝。
- 《T-ara Private Book》（2013） 東京:講談社（2013年2月28日）。ISBN 978-4062182201。

## 代言
T-ara在出道前已經得到許多代言提議，包括小食、服裝、化妝品、和通信用品。2009年10月，T-ara為了為韓國農協蘋果拍攝首個廣告歌曲簽訂合同，歌曲其後命名為〈Apple is A〉並在專輯《Absolute First Album》發行。
2010年，T-ara為不同公司作模特兒，包括韓國曼秀雷敦，Tedin家庭水上公園（테딘 패밀리 워터파크）及奧林巴斯相機。同年2月,T-ara與相團體超新星跟日本家庭餐廳Gusto（ガスト）簽訂代言合同。
2011年，T-ara為化妝品品牌Tony Moly（토니모리）、體育品牌Spris（스프리스）、電子產品公司艾利和、軟件公司Windysoft（윈디소프트）、眼鏡店Look Optical（룩옵티컬）、辛拉麪等拍攝廣告。她們是第一個跟網上購物商城Hi-Mart（하이마트）簽訂合同的偶像團體。T-ara亦再次成為Tedin家庭水上公園的模特兒。
T-ara推出了自己特許經營的咖啡館Cafe Page One，並會計劃在全國開500家連鎖店。咖啡館名稱是從成員𤨒晶有參與的電視劇《Coffee House》的咖啡館的名字「Page One」中獲得的靈感。咖啡館在2011年7月1日開幕。
2012年2月，T-ara成為Brilliant Chicken的模特兒。
2013年9月，T-ara成為日本時尚品牌DPG的模特兒及代言人。

## 巡迴演唱會
- T-ara X'mas Premium Live（2011年）
- T-ara Japan Tour 2012: Jewelry Box （2012年）
- T-ara Japan Tour 2013: Treasure Box （2013年）
- T-ara 2014 TOUR in JAPAN（2014年）
- T-ara Great China Tour （2015年）
- T-ARA 2017 Live （2017年）

## 外部連結
- T-ara的Facebook專頁
- T-ara的新浪微博
- T-ARA韓國官方網站（页面存档备份，存于） 
- T-ARA韓國官方Cafe（页面存档备份，存于） 
- T-ARA日本官方網站 （日語）
- T-ARA日本官方Blog（页面存档备份，存于） （日語）